# Bandera Ciudad de Castro-Urdiales
La Bandera Ciudad de Castro-Urdiales es una competición anual de remo, concretamente de traineras, que se celebra en Castro-Urdiales (Cantabria) desde el año 1973, organizada hasta 2013 por la Sociedad Deportiva de Remo Castro Urdiales, cuando dicha institución dejó de estar activa, y desde entonces la organiza la Sociedad Deportiva de Remo Castreña.

## Historia
Esta regata es puntuable bien para la Liga ACT (temporadas 2003 a  2007), o bien para la Liga ARC (temporadas 2008 a 2023) en función de en cuál de ellas militase la Sociedad Deportiva de Remo Castro Urdiales, ya que tanto la Liga ACT como la Liga ARC exigen a los clubes que participan en dichas competiciones la organización de al menos una regata.
Desde el año 2017 se celebra la regata femenina, quedando incluida dentro de la Liga ETE a partir de la temporada 2019.
Hasta el año 1992, salvo en las ediciones de los años 1973 y 1989, la bandera se disputó en dos jornadas resultando ganador de la bandera la tripulación que obtuviese el menor tiempo resultante de sumar los logrados en cada jornada.
Entre los años 2007 y 2018, se celebró el Memorial Avelino Ibáñez dedicado al colaborador de la Sociedad Deportiva de Remo Castro Urdiales.
La edición del año 2019 se compitió en un formato denominado challenge en el que participaron todas las tripulaciones de ambos grupos de la Liga ARC dividas en 4 tandas de 6 embarcaciones cada una. Los puntos asignados a cada club se asignaron según el puesto que alcanzase dentro de su grupo. En esta edición se rindió homenaje a Agustín Anglada, quien fuera presidente del club de remo entre los años 1994 hasta julio de 2016, fecha en la que dimitió por razones de salud. Fue fundador de la Asociación de Clubes de Traineras.
En la temporada 2020 y debido a la incidencia de la pandemia de la COVID-2019, la Liga ARC adoptó el criterio de disputar la regatas en sede fijas, motivo por el cual se organizaron sendas regatas para los dos grupos de la Liga ARC y para la 2020. En la temporada 2022 se volvieron a organizar dos regatas si bien el motivo en esta ocasión fue que el club organizador inscribió a dos equipos en la liga.
La boya de salida y meta se sitúa frente a la playa de Brazomar con las calles dispuestas mar adentro. La regata se desarrolla por el sistema de tandas por calles. En categoría masculina se bogan cuatro largos y tres ciabogas lo que totaliza un recorrido de 3 millas náuticas que equivalen a 5556 metros, en categoría femenina se reman dos largos y una ciaboga lo que supone un recorrido de 1.5 millas náuticas que equivalen a 2778 metros.

## Categoría masculina

### Historial
| Edición | Año  | Año     | Ganador        | Segundo       | Tercero          |
| ------- | ---- | ------- | -------------- | ------------- | ---------------- |
| I       | 1973 | 1973    | Orio           | Getaria       | Santander        |
| II      | 1974 | 1974    | Orio           | Hondarribia   | Hernani          |
| III     | 1975 | 1975    | Astillero      | Kaiku         | Hernani          |
| IV      | 1976 | 1976    | Pedreña        | Astillero     | Castro           |
| V       | 1977 | 1977    | Santurce       | Hernani       | Orio             |
| VI      | 1978 | 1978    | Kaiku          | Santurce      | Lasarte-Michelín |
| VII     | 1979 | 1979    | Santurce       | Kaiku         | Orio             |
| VIII    | 1980 | 1980    | Santurce       | Kaiku         | Orio             |
| IX      | 1981 | 1981    | Kaiku          | Santurce      | Zumaya           |
| X       | 1982 | 1982    | Kaiku          | Zumaya        | Algorta          |
| XI      | 1983 | 1983    | Zumaya         | Kaiku         | Orio             |
| XII     | 1984 | 1984    | Zumaya         | Orio          | Ciérvana         |
| XIII    | 1985 | 1985    | Zumaya         | Santurce      | Orio             |
| XIV     | 1986 | 1986    | Kaiku          | Santurce      | Zumaya           |
| XV      | 1987 | 1987    | Zumaya         | Santurce      | Hondarribia      |
| XVI     | 1988 | 1988    | Hondarribia    | C. Santander  | Mundaca          |
| XVII    | 1989 | 1989    | Zumaya         | Hondarribia   | Santoña          |
| XVIII   | 1990 | 1990    | Ciérvana       | Hondarribia   | Zumaya           |
| XIX     | 1991 | 1991    | Arraun Lagunak | Ciérvana      | Kaiku            |
| XX      | 1992 | 1992    | Zumaya         | Santurce      | Ciérvana         |
| XXI     | 1993 | 1993    | Kaiku          | Camargo       | C. Santander     |
| XXII    | 1994 | 1994    | Ondárroa       | Ciérvana      | Santoña          |
| XXIII   | 1995 | 1995    | Castropol      | Orio          | Santoña          |
| XXIV    | 1996 | 1996    | Castro         | Orio          | Ciérvana         |
| XXV     | 1997 | 1997    | Ondárroa       | Ciérvana      | Santurce         |
| XXVI    | 1998 | 1998    | Castro         | Guecho        | Pedreña          |
| XXVII   | 1999 | 1999    | Castropol      | Castro        | Ondárroa         |
| XXVIII  | 2000 | 2000    | Castro         | Santurce      | Urdaibai         |
| XXIX    | 2001 | 2001    | Ondárroa       | Pedreña       | Arkote           |
| XXX     | 2002 | 2002    | Castro         | Pedreña       | Ondárroa         |
| XXXI    | 2003 | 2003    | Astillero      | San Juan      | Urdaibai         |
| XXXII   | 2004 | 2004    | Orio           | Hondarribia   | Pedreña          |
| XXXIII  | 2005 | 2005    | Orio           | Castro        | Hondarribia      |
| XXXIV   | 2006 | 2006    | Castro         | Hondarribia   | Orio             |
| XXXV    | 2007 | 2007    | Orio           | Castro        | Hondarribia      |
| XXXVI   | 2008 | 2008    | Kaiku          | Isuntza       | San Juan         |
| XXXVII  | 2009 | 2009    | Astillero      | San Juan      | Santurce         |
| XXXVIII | 2010 | 2010    | Santoña        | Portugalete   | Getaria          |
| XXXIX   | 2011 | 2011    | Busturialdea   | Getaria       | Ondárroa         |
| XL      | 2012 | 2012    | Trintxerpe     | Orio          | Guecho           |
| XLI     | 2013 | 2013    | Deusto         | San Pedro B   | Hondarribia B    |
| XLII    | 2014 | 2014    | Zumaya         | Getaria       | Ondárroa         |
| XLIII   | 2015 | 2015    | Hondarribia B  | Castreña      | San Pedro B      |
| XLIV    | 2016 | 2016    | Ondárroa       | Getaria       | Deusto           |
| XLV     | 2017 | 2017    | San Juan B     | Lapurdi       | Hibaika          |
| XLVI    | 2018 | 2018    | Donostiarra B  | Hondarribia B | Camargo          |
| XLVII   | 2019 | 2019    | Getaria        | San Juan B    | Deusto           |
| XLVIII  | 2020 | Grupo 1 | San Pedro      | Pedreña       | Camargo          |
| XLVIII  | 2020 | Grupo 2 | Castro         | Lapurdi       | Busturialdea     |
| XLIX    | 2021 | 2021    | Getaria        | Pedreña       | San Pedro        |
| L       | 2022 | Grupo 1 | Pedreña        | San Pedro     | San Juan         |
| L       | 2022 | Grupo 2 | Lapurdi        | Motrico       | Portugalete      |
| LI      | 2023 | 2023    | San Pedro      | Lapurdi       | Arkote           |

En la edición de 2008 y 2009 formó parte de la Liga ARC en la primera categoría. En 2010 de la segunda categoría.

### Palmarés
| Victorias | Club           | Años                                     |
| --------- | -------------- | ---------------------------------------- |
| 7         | Zumaya         | 1983, 1984, 1985, 1987, 1989, 1992, 2014 |
| 6         | Kaiku          | 1978, 1981, 1982, 1986, 1993, 2008       |
| 6         | Castro         | 1996, 1998, 2000, 2002, 2006, 2020       |
| 5         | Orio           | 1973, 1974, 2004, 2005, 2007             |
| 4         | Ondárroa       | 1994, 1997, 2001, 2016                   |
| 3         | Astillero      | 1975, 2003, 2009                         |
| 3         | Santurce       | 1977, 1979, 1980                         |
| 2         | Pedreña        | 1976, 2022                               |
| 2         | Hondarribia    | 1988, 2015                               |
| 2         | Castropol      | 1995, 1999                               |
| 2         | Getaria        | 2019, 2021                               |
| 2         | San Pedro      | 2020, 2023                               |
| 1         | Ciérvana       | 1990                                     |
| 1         | Arraun Lagunak | 1991                                     |
| 1         | Santoña        | 2010                                     |
| 1         | Busturialdea   | 2011                                     |
| 1         | Trintxerpe     | 2012                                     |
| 1         | Deusto         | 2013                                     |
| 1         | San Juan B     | 2017                                     |
| 1         | Donostiarra B  | 2018                                     |
| 1         | Lapurdi        | 2022                                     |

## Categoría femenina

### Historial
| Edición | Año  | Ganadora    | Segunda  | Tercera        |
| ------- | ---- | ----------- | -------- | -------------- |
| I       | 2017 | San Juan    | Hibaika  | Orio           |
| II      | 2018 | San Juan    | Orio     | Arraun Lagunak |
| III     | 2019 | Hibaika     | San Juan | Zumaya         |
| IV      | 2020 | Ondárroa    | Tolosa   | Zumaya         |
| V       | 2021 | Hibaika     | San Juan | Deusto         |
| VI      | 2022 | Hondarribia | Hibaika  | Deusto         |

### Palmarés
| Victorias | Club        | Años       |
| --------- | ----------- | ---------- |
| 2         | San Juan    | 2017, 2018 |
| 2         | Hibaika     | 2019, 2021 |
| 1         | Ondárroa    | 2020       |
| 1         | Hondarribia | 2022       |